# 孔科特
孔科特（法語：Concots）是法国洛特省的一个市镇，属于卡奥尔区（Cahors）屈埃尔西地区利莫尼县（Limogne-en-Quercy）。该市镇总面积26.02平方公里，2009年时的人口为413人。

## 人口
孔科特人口变化图示